# Stephen Hemsley
Stephen J. Hemsley (* 1952) ist ein US-amerikanischer Manager.

## Leben
Hemsley studierte an der Fordham University Wirtschaftswissenschaften. Er arbeitete für das US-amerikanische Beratungsunternehmen Arthur Andersen. 1997 wechselte er zum Unternehmen United Health, das er seit 2006 leitet.